# Pierre Celis
Pierre Celis (ur. 21 marca 1925 w Hoegaarden, zm. 9 kwietnia 2011 w Tienen) – belgijski piwowar, który w swojej rodzinnej miejscowości Hoegaarden wskrzesił w 1966 r. zapomniany wówczas styl belgijskiego piwa pszenicznego witbier.
Pracował na gospodarstwie swojego ojca oraz dorywczo w sąsiednim browarze Louisa Tomsina, który warzył regionalny specjał piwo witbier. Popyt na witbiera jednak sukcesywnie malał i wkrótce browar Tomsina był jedynym w Belgii, który warzył to piwo. Jednak i on został zamknięty w roku 1955. 10 lat później Celis pracujący wówczas jako mleczarz postanowił wykorzystać tradycyjne receptury i ponownie warzyć witbiera. Za pieniądze pożyczone od ojca Celis otworzył Brouwerij Celis (Browar Celis) i 19 marca 1966 r. uwarzył swojego pierwszego witbiera. Browar rozwijał się na tyle dobrze, że w 1980 r. Celis przeniósł produkcję piwa do nowych budynków zakładając jednocześnie Brouwerij de Kluis. W 1985 r. browar ten spłonął, a Celis, który nie ubezpieczył budynków zmuszony był dwa lata później sprzedać swoje przedsiębiorstwo. Kupiła je grupa piwowarska Interbrew (obecnie InBev), która odbudowała browar pod nazwą Browar Hoegaarden. Celis natomiast wyemigrował do USA i tam założył Celis Brewery (Browar Celis).